# آنتونیو ژوزه کونسیسائو اولیویرا
آنتونیو ژوزه کونسِیسائو اولیوِیرا (به پرتغالی: António José Conceição Oliveira) (زادهٔ ۱۴ اکتبر ۱۹۴۶، در آنادیا، پرتغال) معروف به تونی (Toni)، بازیکن پیشین فوتبال و سرمربی فوتبال است.
وی سابقه بازی در تیم ملی فوتبال پرتغال و باشگاه بنفیکا را در کارنامه دارد. تونی در طول ۱۴ سال بازی برای بنفیکا، ۱۴ قهرمانی و ۸ نایب‌قهرمانی با این تیم به دست آورد. او در سال ۱۹۷۲ عنوان «بازیکن سال فوتبال پرتغال» را به‌دست آورد.
در دوران مربی‌گری نیز سابقه هدایت بنفیکا، بوردو و سویا را در کارنامه دارد. بنفیکا با هدایت تونی موفق به صعود به فینال جام باشگاه‌های اروپا ۱۹۸۸ شد او سرمربی تراکتور در لیگ برتر فوتبال ایران نیز بوده‌است.
وی هم‌اکنون در یک تلویزیون پرتغالی مشغول کارشناسی فوتبال می‌باشد.

## زندگی شخصی تونی
تونی اولیویرا، در ۱۴ اکتبر ۱۹۴۶ در محله موگوفورس شهر آنادیا در کشور پرتغال دیده به جهان گشود. او متأهل بوده و قادر به صحبت به زبان‌های پرتغالی، اسپانیایی، انگلیسی و فرانسوی است. تونی دارای بالاترین درجه مربی‌گری یوفا است.

## دوران حرفه‌ای

### سال‌های نوجوانی
آنتونیو اولیویرا در سنین نوجوانی کار خود را در دنیای فوتبال با پیوستن به تیم «سالسیانوس ده موگوفورس» شهر زادگاهش آغاز کرد. سپس به تیم «آنادیا» پیوسته و در سن ۱۷ سالگی به عضویت باشگاه آکادمیکا –که تحت هدایت ماریو ویلسون بود– درآمد. در سال ۱۹۶۷، زمانی که تونی عضو آکادمیکا بود، این تیم در جام حذفی پرتغال به دیدار پایانی راه یافت؛ اما در بازی فینال و در اوقات اضافی، بازی را به ویتوریا ستوبال واگذار کردند.

### بنفیکا
وی در ۹ ژوئن ۱۹۶۸، با امضای قراردادی معادل ۶٬۵۰۰ یورو، به تیم بنفیکا منتقل شد. او به یکی از نام‌آورترین بازیکنان این باشگاه تبدیل گشت. تونی در مدت ۱۴ سال حضور مداوم در بنفیکا، ۳۹۱ بار در ترکیب این تیم حاضر شد که حاصل آن ۱۴ قهرمانی و ۸ نایب‌قهرمانی در لیگ برتر، جام حذفی و سوپر جام فوتبال پرتغال بود.
تونی در سال ۱۹۷۲ –با وجود بازیکنانی همچون اوزه‌بیو– عنوان بازیکن سال فوتبال پرتغال را کسب کرد.

### تیم ملی
وی ۳۳ بازی ملی برای تیم ملی پرتغال انجام داد که اولین آن‌ها در ۱۲ اکتبر ۱۹۶۹ مقابل رومانی بود و آخرین بازی ملی خود را نیز در ۸ مارس ۱۹۷۸ روبروی فرانسه انجام داد. تونی در سال ۱۹۷۲ به عنوان بازیکن تیم ملی پرتغال، در مقابل تیم ملی فوتبال ایران به میدان رفته بود.
او در فصل ۸۱–۱۹۸۰ آخرین روزهای بازیگری خود را در تیم بنفیکا سپری کرد.

## دوران مربی‌گری

### بنفیکا
تونی اولیویرا پس از بازنشستگی از دنیای بازیگری فوتبال، وارد حرفهٔ مربی‌گری شد و کار خود را به عنوان دستیار در بنفیکا آغاز کرد. او دستیار مربیانی همچون اسون گوران اریکسون، پال سرنای، جان مورتیمور و اب اسکودال در این تیم بوده‌است. تونی در میانه‌های فصل ۸۸–۱۹۸۷، کار خود را در بنفیکا به عنوان سرمربی ادامه داد و این باشگاه را به مقام نایب‌قهرمانی لیگ رساند. در جام باشگاه‌های اروپا نیز موفق شد، همراه با بنفیکا به دیدار پایانی راه یابد؛ اما در بازی فینال، نتیجه را در ضربات پنالتی به تیم پی‌اس‌وی آیندهوون -که هدایت آن را گاس هیدینک برعهده داشت- واگذار کردند. در فینال جام حذفی نیز بازی را به بلننسس باختند. وی در فصل بعدی (۸۹–۱۹۸۸)، ۲۸اُمین قهرمانی بنفیکا را در لیگ برای این تیم به دست آورد. در پایان فصل، اسون گوران اریکسون جایگزین او شد.
تونی در سال‌های ۱۹۸۹ تا ۱۹۹۲ بار دیگر به عنوان دستیار اسون گوران اریکسون و تومیسلاو ایویچ در بنفیکا مشغول به کار شد. او در سال ۱۹۹۲ پس از استعفای تومیسلاو ایویچ، دوباره به عنوان سرمربی بنفیکا برگزیده شد. وی در پایان فصل تیمش را به مقام قهرمانی جام حذفی و نایب قهرمانی لیگ برتر پرتغال رساند. در فصل بعد (۹۴–۱۹۹۳) نیز ۳۰اُمین قهرمانی لیگ برتر را برای بنفیکا به ارمغان آورد. این در حالی است که پس از این قهرمانی، بنفیکا تا فصل ۰۵–۲۰۰۴ موفق به تکرار این عنوان نشد.
او مدتی نیز به عنوان دستیار کارلوس کیروش و آرتور ژورژه در کادر فنی تیم ملی پرتغال حضور داشته و این تیم را در رقابت‌های مقدماتی جام جهانی ۱۹۹۴ همراهی کرد.

### اروپا
اولیویرا پس از دو فصل موفقیت‌آمیز، بنفیکا را به مقصد تیم فرانسوی بوردو ترک کرد. او با این باشگاه به مقام قهرمانی جام اینترتوتو دست یافت؛ اما پس از نتایج ضعیف در لیگ، استعفا داد. همچنین در فصل ۹۶–۱۹۹۵، به همراه تیم سویا در جایگاه ۱۲اُم لا لیگا قرار گرفت. در فصل ۹۷–۱۹۹۶ نیز به عنوان «مدیر فنی» در تیم بنفیکا به کار گرفته شد. در سال ۱۹۹۹، به عنوان دستیار کارلوس کیروش، در تیم ملی فوتبال امارات مشغول به کار شد.

### بازگشت به بنفیکا
تونی در سال ۲۰۰۰ در بازگشت دوبارهٔ خود به بنفیکا، در میانه‌های فصل جایگزین ژوزه مورینیو در این تیم شد؛ اما فصل ناموفقی را سپری کرد. در این فصل، بنفیکا با هدایت او جایگاه ۶اُم لیگ پرتغال را تصاحب کرد. در فصل بعدی نیز پس از ۷ هفته، از کار خود برکنار شد. اولیویرا سپس به تیم گوانگژو در سوپر لیگ چین پیوست. او همچنین کار هدایت الاهلی مصر را در میانه‌های فصل برعهده گرفته و سوپر جام مصر را برای این تیم کسب کرد.
الیویرا در فصل ۰۵–۲۰۰۴ به مدت ۱ ماه در اردوی لوکوموتیو مسکو حضور داشت. او همچنین در رقابت‌های یورو ۲۰۰۴ و جام جهانی ۲۰۰۶ به عنوان کارشناس در برنامه‌های ورزشی مشغول به کار شد. در فصل ۰۶–۲۰۰۵ نیز به مدت ۳ ماه به همراه کارلوس کیروش در کادر فنی منچستریونایتد حاضر بود.

### خاورمیانه
تونی الیویرا در سال ۲۰۰۷ وظیفهٔ مربی‌گری الاتفاق عربستان را به مدت یک فصل برعهده گرفت و با این تیم به جایگاه ۴اُم لیگ دست یافت. در رقابت‌های جام قهرمانان باشگاه‌های خلیج فارس و جام ولی عهد نیز موفق به کسب عنوان نایب‌قهرمانی برای الاتفاق شد. سپس به تیم الشارجه امارات پیوست؛ ولی پس از کسب نتایج ضعیف، برکنار شد. او در جام جهانی ۲۰۱۰، در تیم ملی فوتبال ساحل عاج به عنوان آنالیزور و دستیار اسون گوران اریکسون مشغول به کار شد. پس از آن هدایت تیم الاتحاد عربستان را بر عهده گرفت و در مرحلهٔ گروهی رقابت‌های لیگ قهرمانان آسیا در سال ۲۰۱۱، این تیم را در گروه C با کسب رتبهٔ نخست راهی مرحلهٔ بعد کرد. افزون بر این در جام پادشاهی و لیگ حرفه‌ای عربستان نیز مقام دوم را برای الاتحاد به ارمغان آورد.

### تراکتور ایران
تونی در ۲۰ خرداد ۱۳۹۱ با امضای قراردادی یک ساله، وظیفهٔ سرمربی‌گری باشگاه تراکتور تبریز را برعهده گرفت. وی در مورد هواداران این باشگاه گفته‌است:
«در ۳۴ سال بازی و مربی‌گری در تیم‌های مختلف چنین استقبالی را از یک تیم ندیده بودم. تماشاگران تبریزی در هر بازی یا سر تمرین طوری در ورزشگاه حضور می‌یابند که انگار آن روز را برای تیم جشن گرفته‌اند. من در بنفیکا هم چنین هواداران پرشوری ندیده بودم.»
این مربی با کسب پیروزی ۵ بر ۰ در برابر باشگاه گهر، بهترین برد تاریخ باشگاه تراکتور را در لیگ برتر فوتبال ایران برای این تیم کسب کرد. افزون بر این با برد ۴ بر ۱ برابر باشگاه سپاهان، سنگین‌ترین باخت سپاهان را در تاریخ لیگ برتر به این باشگاه تحمیل کرد. با این حال، در لیگ قهرمانان آسیا نتوانست با تراکتور -که برای نخستین بار حضور در این رقابت‌ها را تجربه می‌کرد- از مرحله گروهی صعود کند. در روزهایی که تونی وظیفه هدایت تراکتور را برعهده داشت، شبکه تلویزیونی SIC پرتغال مستندی از زندگی تونی در تبریز و محبوبیت وی در نزد هواداران تراکتور تهیه و پخش کرده بود.
با وجود کسب رتبه دوم در جدول لیگ برتر و کسب سهمیه آسیا و علی‌رغم مخالفت اکثریت هواداران، تونی در فاصله ۲ هفته مانده به پایان فصل، در ۱۲ اردیبهشت ۱۳۹۲ از سوی مسئولان باشگاه، به دلیل کسب نتایج ضعیف، کنار گذاشته شد؛ هر چند مسائل مالی و افزایش نرخ ارز نیز در اخراج وی بی‌تاثیر نبودند.
وی در هنگام ترک تبریز، در میان بدرقه هواداران تراکتور و با چشمانی اشک‌بار گفت:
«من همه شما را دوست دارم و در قلبم جا دارید. هر وقت بخواهید به تراکتور برمی‌گردم؛ ولی بالاخره تصمیمی است که گرفته شده و امیدوارم تیم تراکتور موفق شود. من خاطرات خیلی خوبی با تراکتور و هواداران این تیم دارم. همیشه رابطه‌ام با هواداران خوب بوده‌است؛ ولی باشگاه مرا خراب کرد.» محمدحسین جعفری، مدیرعامل وقت باشگاه تراکتور نیز، در همان روزی که تونی تبریز را ترک کرد، از سمت خود استعفا داد.

#### بازگشت به تراکتور
تونی در اواخر فصل بعد (۹۳–۱۳۹۲) پس از استعفای مجید جلالی دوباره به عنوان سرمربی تراکتور انتخاب شد. او توانست با قهرمانی در جام حذفی، تراکتور را به نخستین عنوان قهرمانی تاریخ خود در سطح اول فوتبال ایران برساند. وی در پایان فصل و پس از پایان مدت قراردادش، از این تیم جدا شد.

#### سومین دوره حضور در تراکتور
تونی در نیم فصل دوم ۹۴–۱۳۹۳، در ۲۵ بهمن ۱۳۹۳ و در سالروز نخستین قهرمانی تراکتور در جام حذفی و پس از اخراج رسول خطیبی، برای بار سوم، عهده‌دار هدایت تیم تراکتور شد تا به همراه واسیلی گوجا، تنها مربی‌ای باشد که در سه دوره، سرمربی این باشگاه بوده‌است. او، در پایان فصل ۹۴–۱۳۹۳، سومین عنوان نایب‌قهرمانی تراکتور را در لیگ برتر، برای این تیم به ارمغان آورد. او در فصل بعد و پس از ۱۳ هفته در ۱۷ آذر ۱۳۹۴ از این تیم جدا شد.

### سبک بازی و تمرینات
جلال چراغپور، در یادداشتی در روزنامه نود، در مورد سبک بازی و تمرینات تونی اولیویرا در تیم تراکتور، چنین نوشته‌است:
«سواد و نوع فوتبالی که تونی به تیم‌هایش انتقال می‌دهد، فوتبال درجه دو نیمه اروپایی-نیمه آسیایی است. البته او فرهنگ هواداران تبریزی را هم مورد توجه قرار می‌دهد و آن را در شیوه فوتبال تیمش لحاظ می‌کند. گروه فنی او مجموعه بی‌دردسری برای باشگاه است که مسئله فنی تیم را خودش برعهده می‌گیرد و مدیریت را به باشگاه می‌سپارد. البته معتقدم فکر فوتبالی تونی چندان مدرن نیست و تا حدودی دموده است. مثل کی‌روش در تیم‌ملی. این را از نوع فوتبال مورد علاقه تونی می‌گویم. کوچینگ و نحوه تمرینات او به گونه‌ای است که تیم را در تصاحب توپ و ارسال پاس‌های متوالی ارتقا می‌دهد. موضوعی که مورد علاقه هواداران و خوشایند آنهاست. حال آنکه تیم خطیبی در پاس دادن کم حوصله بود. تیم او دوست داشت در کمترین زمان و با تعداد اندک پاس حمله کند. در واقع فکر او مدرن‌تر بود و انتقال سریع را مدنظر داشت اما تونی با توجه به علایق هواداران تعداد پاس‌ها را بالا می‌برد. من فصل قبل حدود ۱۸ روز در کادر تراکتور حضور داشتم. آنجا که بودم، آقای باغ‌آبادی که در زمان تونی و قلعه نوعی، دستیار بود دفتری به من نشان داد که گزارش همه تمرینات این دو مربی در آن ثبت شده بود. من هم یکی دو بار آن را به چشم کارشناس مرور کردم. باغ‌آبادی که انسان بسیار محترمی است، آن دفتر را با وسواس بسیاری تهیه کرده بود. او می‌گفت، حتی دو جلسه تمرین تونی، مثل هم نبود و درست هم می‌گفت؛ تونی در حدود ۱۵۰ نوع کوچینگ داشت که بسیار قابل توجه است. من خیلی با دقت آن طراحی‌ها را نگاه کردم و دیدم چه تمرینات متنوعی داشته‌است.»

### آمار مربی‌گری
آخرین به‌روزرسانی: ۲۱ آذر ۱۳۹۴
| پرتغال            | بنفیکا  | فوریه ۱۹۸۷  | ژوئن ۱۹۸۹    | ۸۷ | ۵۲ | ۲۴ | ۱۱ | ۰۶۰ |
| پرتغال            | بنفیکا  | ژوئیه ۱۹۹۲  | ژوئیه ۱۹۹۴   | ۸۶ | ۵۷ | ۲۰ | ۹  | ۰۶۶ |
| فرانسه            | بوردو   | ژوئیه ۱۹۹۴  | مه ۱۹۹۵      | ۳۴ | ۱۶ | ۷  | ۱۱ | ۰۴۷ |
|                   | سویا    | ژوئن ۱۹۹۵   | ژوئیه ۱۹۹۶   | ۵۲ | ۱۵ | ۱۸ | ۱۹ | ۰۲۹ |
| پرتغال            | بنفیکا  | ژوئیه ۲۰۰۰  | مه ۲۰۰۲      | ۴۳ | ۱۷ | ۱۶ | ۱۰ | ۰۴۰ |
|                   | گوانگژو | مه ۲۰۰۲     | مه ۲۰۰۳      | ۳۱ | ۱۱ | ۸  | ۱۲ | ۰۳۵ |
|                   | الاهلی  | ژوئیه ۲۰۰۳  | سپتامبر ۲۰۰۳ | ۸  | ۳  | ۲  | ۳  | ۰۳۸ |
| عربستان سعودی     | الاتفاق | ژوئن ۲۰۰۷   | ژوئن ۲۰۰۸    | ۲۸ | ۱۳ | ۷  | ۸  | ۰۴۶ |
| امارات متحده عربی | الشارجه | ژوئن ۲۰۰۸   | سپتامبر ۲۰۰۹ | ۲۶ | ۸  | ۳  | ۱۵ | ۰۳۱ |
| عربستان سعودی     | الاتحاد | اوت ۲۰۱۰    | ژوئن ۲۰۱۱    | ۲۳ | ۱۲ | ۸  | ۳  | ۰۵۲ |
| ایران             | تراکتور | ژوئن ۲۰۱۲   | مه ۲۰۱۳      | ۴۲ | ۲۰ | ۱۳ | ۹  | ۰۴۸ |
| ایران             | تراکتور | ژانویه ۲۰۱۴ | آوریل ۲۰۱۴   | ۱۴ | ۶  | ۲  | ۶  | ۰۴۳ |
| ایران             | تراکتور | فوریه ۲۰۱۵  | دسامبر ۲۰۱۵  | ۳۲ | ۱۶ | ۹  | ۷  | ۰۵۰ |

## افتخارات

### به عنوان بازیکن

#### تیمی
| باشگاه   | جام             | عنوان          | سال                                            |
| آکادمیکا | لیگ برتر پرتغال | نایب‌قهرمان     | ۱۹۶۷                                           |
| آکادمیکا | جام حذفی پرتغال | نایب‌قهرمان     | ۱۹۶۷                                           |
| بنفیکا   | لیگ برتر پرتغال | قهرمان (۸)     | ۱۹۶۹، ۱۹۷۱، ۱۹۷۲، ۱۹۷۳، ۱۹۷۵، ۱۹۷۶، ۱۹۷۷، ۱۹۸۱ |
| بنفیکا   | لیگ برتر پرتغال | نایب‌قهرمان (۴) | ۱۹۷۰، ۱۹۷۴، ۱۹۷۸، ۱۹۷۹                         |
| بنفیکا   | جام حذفی پرتغال | قهرمان (۵)     | ۱۹۶۹، ۱۹۷۰، ۱۹۷۲، ۱۹۸۰، ۱۹۸۱                   |
| بنفیکا   | جام حذفی پرتغال | نایب‌قهرمان (۳) | ۱۹۷۱، ۱۹۷۴، ۱۹۷۵                               |
| بنفیکا   | سوپر جام پرتغال | قهرمان         | ۱۹۷۹                                           |
| بنفیکا   | سوپر جام پرتغال | نایب‌قهرمان     | ۱۹۸۱                                           |

#### انفرادی
- بازیکن سال فوتبال پرتغال: ۱۹۷۲

### به عنوان سرمربی
| باشگاه   | جام                              | عنوان          | سال              |
| بنفیکا   | لیگ قهرمانان اروپا               | نایب‌قهرمان     | ۱۹۸۸             |
| بنفیکا   | لیگ اروپا                        | ۱/۴پایانی      | ۱۹۹۳             |
| بنفیکا   | جام در جام اروپا                 | نیمه‌پایانی     | ۱۹۹۴             |
| بنفیکا   | لیگ برتر پرتغال                  | قهرمان (۲)     | ۱۹۸۹، ۱۹۹۴       |
| بنفیکا   | لیگ برتر پرتغال                  | نایب‌قهرمان (۲) | ۱۹۸۸، ۱۹۹۳       |
| بنفیکا   | جام حذفی پرتغال                  | قهرمان         | ۱۹۹۳             |
| بنفیکا   | جام حذفی پرتغال                  | نایب‌قهرمان     | ۱۹۸۹             |
| بنفیکا   | جام حذفی پرتغال                  | نیمه‌پایانی     | ۱۹۸۸             |
| بنفیکا   | سوپر جام پرتغال                  | نایب‌قهرمان (۲) | ۱۹۸۷، ۱۹۹۳       |
| 🇨🇵بوردو  | جام اینترتوتو                    | قهرمان         | ۱۹۹۵             |
| 🇪🇬الاهلی | سوپر جام مصر                     | قهرمان         | ۲۰۰۳             |
| الاتفاق  | لیگ قهرمانان باشگاه‌های خلیج فارس | نایب‌قهرمان     | ۲۰۰۷             |
| الاتفاق  | جام ولیعهد                       | نایب‌قهرمان     | ۲۰۰۸             |
| الاتحاد  | لیگ حرفه‌ای عربستان               | نایب‌قهرمان     | ۲۰۱۱             |
| الاتحاد  | جام پادشاهی                      | نایب‌قهرمان     | ۲۰۱۱             |
| تراکتور  | لیگ برتر                         | نایب‌قهرمان (۲) | ۹۲–۱۳۹۱، ۹۴–۱۳۹۳ |
| تراکتور  | جام حذفی                         | قهرمان         | ۹۳–۱۳۹۲          |

🇰🇼
کاظمیه/جام فدراسیون کویت/قهرمان/۲۰۱۸

#### انفرادی
- مربی برگزیده ماه توسط کانون مربیان فوتبال ایران: اسفند ۱۳۹۳

### به عنوان دستیار مربی
| باشگاه | جام                       | عنوان          | سال                          |
| بنفیکا | لیگ قهرمانان اروپا        | نایب‌قهرمان     | ۱۹۹۰                         |
| بنفیکا | لیگ قهرمانان اروپا        | ۱/۴پایانی      | ۱۹۸۴                         |
| بنفیکا | لیگ اروپا                 | نایب‌قهرمان (۲) | ۱۹۸۳، ۱۹۸۸                   |
| بنفیکا | جام در جام اروپا          | ۱/۴پایانی      | ۱۹۸۶                         |
| بنفیکا | لیگ برتر پرتغال           | قهرمان (۴)     | ۱۹۸۳، ۱۹۸۴، ۱۹۸۷، ۱۹۹۱       |
| بنفیکا | لیگ برتر پرتغال           | نایب‌قهرمان (۴) | ۱۹۸۶، ۱۹۹۰، ۱۹۹۲، ۱۹۹۳       |
| بنفیکا | لیگ برتر پرتغال           | ۳وم            | ۱۹۸۵                         |
| بنفیکا | جام حذفی پرتغال           | قهرمان (۵)     | ۱۹۸۳، ۱۹۸۵، ۱۹۸۶، ۱۹۸۷، ۱۹۹۳ |
| بنفیکا | سوپرجام پرتغال            | قهرمان (۲)     | ۱۹۸۵، ۱۹۸۹                   |
| بنفیکا | سوپرجام پرتغال            | نایب‌قهرمان (۵) | ۱۹۸۳، ۱۹۸۴، ۱۹۸۶، ۱۹۸۷، ۱۹۹۱ |
| بنفیکا | جام اتحادیه فوتبال لیسبون | قهرمان (۳)     | ۱۹۸۴، ۱۹۸۶، ۱۹۸۸             |